# Атомная школа: Возвращение. Часть 2
«Атомная школа: Возвращение. Часть 2» (англ. Return to Return to Nuke 'Em High Volume 2) — американский научно-фантастический комедийный фильм ужасов киностудии Troma Entertainment. Был впервые представлен публике на ночных киносеансах Каннского кинофестиваля 2017 года.
Фильм является продолжением фильма 2013 года «Атомная школа: Возвращение. Часть 1». Деньги на продолжение были собраны на Kickstarter. Была заявлена необходимая сумма в $50.000 и было собрано $63.000.

## Сюжет
Лоурен действительно оказывается беременной. Довольно быстро у неё появляется живот и в школьном душе она рожает некое существо. Позже девушка догадывается, что отцом её ребёнка является гусь Кевин. Руководитель «Троморганик» Ли Харви Херцкауф всё это время находился в сговоре с директором школы Уэстли. Вместе они специально кормили учеников заражёнными продуктами, чтобы те мутировали. Крисси догадывается об этом и публикует эту информацию у себя в блоге. Директор Уэстли начинает шантажировать её. Он требует, чтобы Крисси удалила свой блог, иначе он опубликует видео, на котором она занимается сексом с Лоурен. Это видео покажут по местному телевидению и им обеим придётся несладко в гомофобном Тромавилле.
Тем временем банда «Кретинов» похищает Лоурен с её ребёнком и привозит их в школу. Лоурен спасает гусь Кевин, который искупался в бочке с химикатами и превратился в монстра. В школу приезжает и Ли Харви Херцкауф, который также мутирует. Он превращается в чудовище, которое убивает всех на своём пути. Крисси с удивлением узнаёт, что он оказывается её отцом. Тем не менее, девушкам удаётся справиться с ним при помощи лазера. Ли Харви Херцкауф взрывается вместе со школой, а народ принимается ликовать.

## В ролях
- Аста Паредес — Крисси Голдберг
- Катрин Коркоран — Лоурен
- Зак Амико — Зак
- Вито Триго — Леонардо
- Бабетт Бомбшелл — директор Уэстли
- Клэй фон Карловиц — Евген Бергольд
- Габриэла Фур — Келли
- Стефан Дезил — Слейтер
- Ллойд Кауфман — Ли Харви Херцкауф
- Тара Е. Миллер — Рэйчел Рюйш
- Майк Баез — Донателло
- Джош Поттер — утка-монстр Кевин
- Лемми — Президент
- Бренда Рикерт — тётя Би
- Дебби Рошон — тренер Коттер
- Стэн Ли — рассказчик
- Джеймс Рольф — AVGN

## Критика
По словам Саймона Абрамса с сайта RogerEbert.com в фильме по сути нет сюжета. Он просто состоит из вещей, которые хотели бы видеть поклонники эксплуатации, то есть «сиськи, кишки и дешёвые взрывы». По мнению L.A. Weekly фильмы Тромы «с их гипер-сюрреализмом имеют тенденцию отражать всё, что происходит в обществе в данный момент» и «Атомная школа: Возвращение. Часть 2» также служит своего рода «экзорцистской призмой»: «его возмутительные образы проливают свет на абсурдность, с которой мы в настоящее время сталкиваемся как общество». В Los Angeles Times отметили, что фильм «строго для фанатов». Гленн Кенни из The New York Times назвал фильм «гнилостным, но временами странно любезным, предлагающим неустанный шквал туалетного юмора, случайных пародий на фильмы и кровавых эффектов, которые отталкивают своей неубедительностью».